# 尾崎彰春
尾崎 彰春（1930年6月6日 - ）、指定暴力團・六代目山口組顧問、心腹會會長。本名、尾崎 昭治。
1953年、與梶原清晴、山本健一、清水光重、益田佳於等人共同涉嫌日本藝人・鶴田浩二的襲擊事件被逮捕。
1967年、日本第一次頂上作戰時期，安原會解散、安原會的殘黨，以尾崎彰春為首者，在同年12月組成心腹會，接收安原會原本的地盤。 
1968年11月、昇格山口組直參。
1984年6月、四代目山口組的發展、就任舍弟。
1997年元月、五代目山口組的發展、擔任舍弟。
2005年8月、六代目山口組的發展、就任顧問。